# Pizzo Capra
Pizzo Capra-Bellolampo è una collina abitata da uno sparso nucleo residenziale, facente parte del comune di Palermo.

## Geografia
Si trova all'estremità del Monte Bellolampo ed esattamente alle spalle del Monte Billiemi.
Da piccola stazione di passaggio, abitata da poche decine di persone Pizzo Capra si è estesa negli ultimi venti anni grazie alla sua posizione favorevole, la collina sovrasta il quartiere Borgo Nuovo di Palermo.